# Türk Hava Yolları Spor Kulübü 2021-2022 (pallavolo)
Questa voce raccoglie le informazioni riguardanti il Türk Hava Yolları Spor Kulübü nelle competizioni ufficiali della stagione 2021-2022.

## Stagione
Il Türk Hava Yolları Spor Kulübü non utilizza alcuna denominazione sponsorizzata nella stagione 2021-22.
In Sultanlar Ligi chiude la regular season al quarto posto, classificandosi per i play-off scudetto, dove viene eliminato in semifinale dal VakıfBank; prende quindi parte alla finale per il terzo posto, sconfitto dall'Eczacıbaşı, chiudendo al quarto posto. In Coppa di Turchia si spinge fino in semifinale, dove viene estromesso dal torneo sempre dal VakıfBank.
In ambito internazionale prende parte alla Champions League, senza superare però la fase a gironi.

## Organigramma societario
Area direttiva
- Presidente: Mehmet İlker Aycı

Area tecnica
- Allenatore: Marcello Abbondanza
- Allenatore in seconda: Adnan Paşaoğlu, Yunus Öçal, Mehmet Yücel
- Scoutman: Burak Simit

## Rosa
| N° | Nome                | Ruolo | Data di nascita   | Nazionalità sportiva |
| -- | ------------------- | ----- | ----------------- | -------------------- |
| 1  | Lauren Carlini      | P     | 28 febbraio 1995  | Stati Uniti          |
| 2  | Hanna Orthmann      | S     | 3 ottobre 1998    | Germania             |
| 3  | Berin Yıldırım      | L     | 13 giugno 1998    | Turchia              |
| 5  | Şeyma Ercan         | S     | 5 luglio 1994     | Turchia              |
| 6  | Polen Uslupehlivan  | O     | 19 luglio 1993    | Turchia              |
| 7  | Kiera Van Ryk       | O     | 6 gennaio 1999    | Canada               |
| 8  | Ada Germen          | S     | 24 giugno 1997    | Turchia              |
| 9  | Aslı Kalaç          | C     | 13 dicembre 1995  | Turchia              |
| 11 | Bahar Toksoy        | C     | 6 febbraio 1988   | Turchia              |
| 12 | TeTori Dixon        | C     | 4 agosto 1992     | Stati Uniti          |
| 13 | Büşra Şahin         | C     | 8 agosto 1997     | Turchia              |
| 14 | Ceren Cihan         | L     | 3 febbraio 1991   | Turchia              |
| 15 | İrem Çor            | P     | 21 settembre 1996 | Turchia              |
| 16 | Özlem Tuğral        | P     | 21 ottobre 2001   | Turchia              |
| 17 | Mehtap Öztunalı     | S     | 20 maggio 2003    | Turchia              |
| 18 | Janset Erkul        | C     | 12 gennaio 1997   | Turchia              |
| 19 | Madison Kingdon     | S     | 20 aprile 1993    | Stati Uniti          |
| 20 | Dobriana Rabadžieva | S     | 14 giugno 1991    | Bulgaria             |

## Statistiche

### Statistiche di squadra
| Competizione     | Punti | In casa | In casa | In casa | In trasferta | In trasferta | In trasferta | Totale | Totale | Totale |
| Competizione     | Punti | G       | V       | P       | G            | V            | P            | G      | V      | P      |
| ---------------- | ----- | ------- | ------- | ------- | ------------ | ------------ | ------------ | ------ | ------ | ------ |
| Sultanlar Ligi   | 60    | 15      | 11      | 4       | 15           | 10           | 5            | 30     | 21     | 9      |
| Coppa di Turchia | 9     | 1       | 1       | 0       | 0            | 0            | 0            | 5      | 4      | 1      |
| Champions League | 10    | 3       | 2       | 1       | 3            | 1            | 2            | 6      | 3      | 3      |
| Totale           | -     | 19      | 14      | 5       | 18           | 11           | 7            | 41     | 28     | 13     |

G = partite giocate; V = partite vinte; P = partite perse

### Statistiche dei giocatori
| Giocatore       | Campionato | Campionato | Campionato | Campionato | Campionato | Coppa di Turchia | Coppa di Turchia | Coppa di Turchia | Coppa di Turchia | Coppa di Turchia | Champions League | Champions League | Champions League | Champions League | Champions League | Totale | Totale | Totale | Totale | Totale |
| Giocatore       | P          | PT         | AV         | MV         | BV         | P                | PT               | AV               | MV               | BV               | P                | PT               | AV               | MV               | BV               | P      | PT     | AV     | MV     | BV     |
| --------------- | ---------- | ---------- | ---------- | ---------- | ---------- | ---------------- | ---------------- | ---------------- | ---------------- | ---------------- | ---------------- | ---------------- | ---------------- | ---------------- | ---------------- | ------ | ------ | ------ | ------ | ------ |
| L. Carlini      | 29         | 100        | 68         | 24         | 8          | 5                | 21               | 14               | 5                | 2                | 6                | 24               | 16               | 7                | 1                | 40     | 145    | 98     | 36     | 11     |
| C. Cihan        | 21         | 0          | 0          | 0          | 0          | 2                | 0                | 0                | 0                | 0                | 3                | 0                | 0                | 0                | 0                | 26     | 0      | 0      | 0      | 0      |
| İ. Çor          | 20         | 1          | 0          | 1          | 0          | 2                | 0                | 0                | 0                | 0                | 4                | 0                | 0                | 0                | 0                | 26     | 1      | 0      | 1      | 0      |
| T. Dixon        | 2          | 9          | 7          | 2          | 0          | 0                | 0                | 0                | 0                | 0                | 5                | 26               | 14               | 10               | 2                | 7      | 35     | 21     | 12     | 2      |
| Ş. Ercan        | 27         | 140        | 112        | 14         | 14         | 5                | 26               | 21               | 2                | 3                | 6                | 25               | 19               | 3                | 3                | 38     | 191    | 152    | 19     | 20     |
| J. Erkul        | 17         | 40         | 20         | 12         | 8          | 3                | 16               | 8                | 7                | 1                | 2                | 1                | 1                | 0                | 0                | 22     | 57     | 29     | 19     | 9      |
| A. Germen       | 13         | 1          | 1          | 0          | 0          | 2                | 1                | 0                | 0                | 1                | 3                | 1                | 0                | 0                | 1                | 18     | 3      | 1      | 0      | 2      |
| A. Kalaç        | 29         | 252        | 150        | 83         | 21         | 5                | 50               | 28               | 18               | 4                | 6                | 37               | 20               | 12               | 5                | 40     | 339    | 198    | 113    | 30     |
| M. Kingdon      | 30         | 367        | 327        | 16         | 24         | 4                | 56               | 51               | 3                | 2                | 6                | 62               | 53               | 7                | 2                | 40     | 485    | 431    | 26     | 28     |
| H. Orthmann     | 14         | 153        | 133        | 11         | 9          | 1                | 15               | 11               | 0                | 4                | 2                | 21               | 17               | 1                | 3                | 17     | 189    | 161    | 12     | 16     |
| M. Öztunalı     | 2          | 2          | 2          | 0          | 0          | 1                | 2                | 2                | 0                | 0                | 0                | 0                | 0                | 0                | 0                | 3      | 4      | 4      | 0      | 0      |
| D. Rabadžieva   | 11         | 82         | 74         | 7          | 1          | 3                | 25               | 19               | 3                | 3                | 2                | 19               | 17               | 2                | 0                | 16     | 126    | 110    | 12     | 4      |
| B. Şahin        | 2          | 2          | 2          | 0          | 0          | 0                | 0                | 0                | 0                | 0                | 0                | 0                | 0                | 0                | 0                | 2      | 2      | 2      | 0      | 0      |
| B. Toksoy       | 27         | 134        | 70         | 45         | 19         | 2                | 10               | 6                | 4                | 0                | 2                | 11               | 2                | 8                | 1                | 31     | 155    | 78     | 57     | 20     |
| Ö. Tuğral       | 0          | 0          | 0          | 0          | 0          | -                | -                | -                | -                | -                | -                | -                | -                | -                | -                | 0      | 0      | 0      | 0      | 0      |
| P. Uslupehlivan | 27         | 148        | 118        | 14         | 16         | 4                | 28               | 25               | 0                | 3                | 5                | 5                | 3                | 1                | 1                | 36     | 181    | 146    | 15     | 20     |
| K. Van Ryk      | 27         | 434        | 391        | 14         | 29         | 5                | 57               | 48               | 4                | 5                | 6                | 108              | 95               | 5                | 8                | 38     | 599    | 534    | 23     | 42     |
| B. Yıldırım     | 18         | 0          | 0          | 0          | 0          | 3                | 0                | 0                | 0                | 0                | 3                | 0                | 0                | 0                | 0                | 24     | 0      | 0      | 0      | 0      |

P = presenze; PT = punti totali; AV = attacchi vincenti; MV = muri vincenti; BV = battute vincenti